# Zoltán Magyar
Zoltan Magyar, (Budapeste, 13 de dezembro de 1953) foi um ginasta que competiu em provas de ginástica artística pela Hungria.
Contrariando as expectativas do pai, que gostaria de vê-lo um jogador de futebol, Zoltan tornou-se ginasta. Treinado por Laszlo Vigh, no ginásio FTC Ferencvaros, participou de seu primeiro campeonato internacional aos treze anos, o Torneio da Amizade Júnior, no qual conquistou a medalha de ouro no cavalo com alças. No ano seguinte, tornou-se bicampeão no aparelho da mesma competição. Em 1972, o ginasta estreou em Olimpíadas, aos dezenove anos, nos Jogos de Munique, terminando na oitava colocação por equipes. No ano seguinte, participou de seu primeiro campeonato continental, o Europeu de Grenoble, cuja participação o tornou campeão no cavalo com alças. No Campeonato Nacional Húngaro, foi o campeão pela primeira vez.
Entre os maiores êxitos de sua carreira, estão o bicampeonato nacional do concurso geral em 1973 e 1974, o bicameponato olímpico do cavalo com alças nas edições de Montreal (1976) e Moscou (1980), o tricampeonato mundial não consecutivo em campeonatos mundiais (1974 - 1978 - 1979), o tricampeonato em europeus (1973 - 1975 - 1977) e o movimento Magyar, de realização no cavalo com alças.[carece de fontes?]
Após as Olimpíadas de Moscou, o atleta retirou-se e passou a dedicar-se a sua formação como veterinário, em Budapeste.